# 清水杜氏彦
清水 杜氏彦（しみず としひこ、1985年 -）は、日本の推理作家。群馬県前橋市出身。千葉県在住。千葉大学大学院工学研究科修了。

## 経歴
2015年、「電話で、その日の服装等を言い当てる女について」で第37回小説推理新人賞（双葉社主催、選考委員：小池真理子、真保裕一、貫井徳郎）を受賞。同年、青春ミステリー「うそつき、うそつき」で第5回アガサ・クリスティー賞（早川書房・早川清文学振興財団主催、選考委員：東直己、北上次郎、鴻巣友季子、清水直樹）を受賞。同作について、文芸評論家の池上冬樹は、「実によく細部まで緻密に作り込まれている。凝った構成の数々が最後のほうで、しっかり回収されており、青春・家族・恋愛小説としても輝きをもつのが見事」と評価している。

## 作品

### 単行本
- 『うそつき、うそつき』（2015年11月、早川書房 / 2017年10月、ハヤカワ文庫JA）
- 『わすれて、わすれて』（2016年9月、早川書房）
- 『少女モモのながい逃亡』（2020年11月、双葉社 / 2023年2月、双葉文庫）
- 『予感（ある日、どこかのだれかから電話が）』（2022年6月、双葉社）

### 雑誌発表作品
小説
- 「電話で、その日の服装等を言い当てる女について」（『小説推理』2015年8月号、双葉社）
- 「Eはどこに」（『小説推理』2015年12月号、双葉社）
- 「おしゃれカフェ店長の悲劇」（『小説推理』2016年3月号、双葉社）
- 「男女間におけるメッセージいろいろ」（『小説推理』2016年10月号、双葉社）
- 「ハードラック、ハードラック」（『小説推理』2018年7月号、双葉社）
- 「エリアD」（『ハヤカワミステリマガジン』2018年7月号、早川書房）
  - 『短篇ベストコレクション 現代の小説2019』（日本文藝家協会編、徳間文庫、2019年6月）収録
- 「エリアQ」（『ハヤカワミステリマガジン』2018年9月号、早川書房）
- 「エリア8」（『ハヤカワミステリマガジン』2019年3月号、早川書房）
- 「養父と娘」（『小説推理』2019年9月号、双葉社）
- 「少女モモのながい逃亡」（『小説推理』2020年7月号、8月号、双葉社）
- 「エリア3」（『ハヤカワミステリマガジン』2021年5月号、早川書房）
- 「真暗闇の殺人」（『小説推理』2021年11月号、双葉社）
- 「エリア10」（『ハヤカワミステリマガジン』2022年11月号、早川書房）
- 「広告小説A」（『小説推理』2023年2月号、双葉社）
- 「瓶」（『小説推理』2023年12月号、双葉社）

エッセイ
- 「コタツという利器は僕みたいな人間をどんな感じに駄目にするか」（『別冊文藝春秋』322号（電子版6号）、2016年2月19日）
- 「ごまかせなかった男」（『月刊ジェイ・ノベル』2016年3月号、実業之日本社）
- 「特別料理」（『小説すばる』2016年3月号、集英社）
- 「忘れられない味」（『PONTOON』2016年6月号、幻冬舎）